# Gesetzgebende Versammlung der Oblast Irkutsk
Die Gesetzgebende Versammlung der Oblast Irkutsk (russisch Законодательное собрание Иркутской области) ist die Legislative in der Oblast Irkutsk, welche ein Föderationssubjekt der Russischen Föderation im Föderationskreis Sibirien ist. Der Vorsitzende ist seit dem 19. September 2018 Sergei Sokol von der Partei Einiges Russland.

## Zusammensetzung
Das Parlament besteht aus 45 Abgeordneten, die alle fünf Jahre durch eine gemischte Verhältniswahl und Mehrheitswahl gewählt werden. Dabei werden 23 Mandate an Wahllisten von Parteien vergeben, die die Fünf-Prozent-Hürde überstiegen haben. Weitere 22 Mandate werden in Einzelwahlkreisen vergeben, in welchen je ein Kandidat für die Gesetzgebende Versammlung gewählt wird. Bei der letzten Wahl 2018 gelang der Einzug den Parteien Kommunistische Partei der Russischen Föderation, Einiges Russland, der Liberal-Demokratischen Partei Russlands, Gerechtes Russland und der Bürgerplattform.

## Vertretung im Föderationsrat
Der Vertreter der Legislative der Oblast Irkutsk im Föderationsrat der Russischen Föderation, dem Oberhaus im russischen Parlament, ist Sergei Brilka. Vertreter der Exekutive ist zudem Wjatscheslaw Marchajew.